# Claude Gauvard
Claude Gauvard, née le 10 décembre 1942 à Paris, est une enseignante-chercheuse et historienne française. Professeure émérite, titulaire de 1992 à 2009 d'une chaire d'histoire médiévale de l'Université Panthéon-Sorbonne, elle est spécialiste de l'histoire politique, sociale et judiciaire du Moyen Âge.

## Biographie

### Études
Fille d'une institutrice, pupille de la Nation, et d'un technicien de la Ville de Paris, originaire de Creuse, elle intègre le lycée Victor-Duruy puis fait khâgne au lycée Fénelon où elle s'engage contre la torture et en faveur de l'Indépendance de l’Algérie.
À la suite de ses études d'histoire à la Sorbonne entre 1961 et 1965, elle obtient l'agrégation d'histoire et géographie en 1967.
Elle soutient en 1989 sa thèse de doctorat d'État à l’Université de Paris-I, sous le titre Une question d’État et de société : violence et criminalité en France à la fin du Moyen Âge.

### Carrière universitaire
Débutant comme assistante à l'université de Rouen en 1969, puis à la Sorbonne en 1971, elle est maître de conférences à l'université Panthéon-Sorbonne. En 1989, elle soutient sa thèse de doctorat, « Crime, État et société en France à la fin du Moyen Âge » (qui reçoit le prix Malesherbes et le prix Gobert de l'Académie des inscriptions et belles-lettres), et devient professeure d'histoire du Moyen Âge à l'université de Reims en 1990, puis à l'université Panthéon-Sorbonne (1992) où elle a enseigné l’histoire du Moyen Âge jusqu'en 2009.
Elle a été membre senior de l’Institut universitaire de France pendant 10 ans (1997-2007).
En 1998, Jean-François Sirinelli et Claude Gauvard succèdent à René Rémond et Jean Favier à la direction de la Revue historique,. Olivier Mattéoni lui succède en 2024. Elle est également codirectrice de la collection « Le Nœud gordien » aux Presses universitaires de France.
Elle dirige l'École doctorale d'Histoire de l'université Panthéon-Sorbonne de 1998 à 2005.
Elle est la première femme présidente du jury de l'agrégation d'histoire de 1998 à 2001 et de la Société des historiens médiévistes de l'enseignement supérieur public (SHMESP) de 1995 à 2001.
En 2009, elle préside la Société de l'histoire de France.
En 2010, un collectif de 62 historiens et historiennes publient un ouvrage scientifique en son honneur.
Elle siège au conseil d'administration de l'Association française pour l'histoire de la justice, au Haut comité des commémorations nationales et au Comité d'histoire de la ville de Paris. Elle démissionne du Haut comité des commémorations nationales, avec neuf autres membres sur douze, par une lettre collective publiée dans Le Monde en mars 2018. Ils protestent ainsi contre la décision de la ministre de la culture, Françoise Nyssen, de retirer le nom de Charles Maurras du Livre des commémorations nationales 2018, alors que ce choix avait été préalablement validé,,.

## Apports

### Histoire de la justice
Élève de Bernard Guenée, son directeur de thèse, et influencée par Jacques Le Goff, Claude Gauvard se consacre à l'histoire de la justice à la fin du Moyen Âge, en s'appuyant notamment sur les méthodes de l'anthropologie et de la sociologie. Sa thèse de doctorat est publiée en 1991 sous le titre « De grace especial » — Crime, État et société en France à la fin du Moyen Âge. Elle est récompensée par le prix Malesherbes de l'Association pour l'histoire de la justice et par le prix Gobert de l'Académie des Inscriptions et Belles-Lettres.
À travers le prisme de la justice, Claude Gauvard étudie les modes de régulation du lien social dans la société ritualisée de la fin du Moyen Âge. D'après elle, les supplices en général et la peine de mort en particulier sont assez rares au Moyen Âge. Les sociétés médiévales ne seraient d'ailleurs pas particulièrement violentes, car régulées par le régime de l'honneur. S'attachant particulièrement aux usages, aux procédures et aux discours de la grâce, de la rémission et de l'arbitrage, elle montre la force de la notion d'honneur dans la société médiévale.
Selon une perspective inspirée de l'anthropologie juridique anglo-américaine, elle insiste sur le caractère régulateur de l'activité judiciaire, qu'elle envisage comme un mécanisme de « résolution des conflits » parmi d'autres. Son étude de la criminalité permet ainsi de souligner à quel point les hommes et les femmes du Moyen Âge sont des « sujets en conflit »" qui participent de la construction judiciaire du pouvoir royal.

### Humanités numériques
Claude Gauvard fait également partie des pionnières des humanités numériques.
Dans les années 1980, elle utilise les cartes perforées pour contribuer à l'analyse des sources de sa thèse de doctorat d’État. Elle encode ainsi 750 lettres de rémissions datées du règne de Charles VI en fonction de 172 variables. Ce travail, mené au Centre de calcul de l’université de Paris 1 avec le concours du personnel et d'étudiants en maîtrise, lui permet d'effectuer environ 500 tris et de générer de nombreux graphiques. Elle interprète ensuite les résultats à la fois par la méthode de l'analyse factorielle et par un retour à la lecture du texte original,.

## Publications
- « De Grace especial » : Crime, État et société en France à la fin du Moyen Âge, vol. 1 & 2, Paris, Publications de la Sorbonne, coll. « Histoire ancienne et médiévale » (no 24), 1991, LXXXV-1025 p. (ISBN 2-85944-209-X, présentation en ligne), [présentation en ligne] Accès libre sur Openedition : https://books.openedition.org/psorbonne/35658. Reproduction en fac-similé : « De Grace especial » : Crime, État et société en France à la fin du Moyen Âge, Paris, Publications de la Sorbonne, coll. « Les classiques de la Sorbonne » (no 1), 2010, LXXXV-1025 p. (ISBN 978-2-85944-641-3).
- Dir., La renommée, n° de la revue Médiévales, 24 (1993).
- La France au Moyen Âge du Ve au XVe siècle, Paris, PUF, 1996, rééd. 2010.
- Avec Françoise Autrand et Jean-Marie Moeglin (dir.), Saint-Denis et la royauté : études offertes à Bernard Guenée, Paris, Publications de la Sorbonne, 1999.
- Avec Robert Jacob (dir.), Les rites de la justice au Moyen Âge, Paris, Le Léopard d'or, 2000.
- Avec Alain de Libera et Michel Zink (dir.), Dictionnaire du Moyen Âge, Paris, PUF, 2002.
- Avec Pierre Boglioni et Robert Delort (dir.), Le petit peuple dans l'Occident médiéval : terminologies, perceptions, réalités : actes du Congrès international tenu à l'Université de Montréal (18-23 octobre 1999), Paris, Publications de la Sorbonne, 2002.
- Avec Jean-Louis Robert (dir.), Être parisien : actes du colloque organisé par l'École doctorale d'histoire de l'Université Paris 1 Panthéon-Sorbonne et la Fédération des Sociétés historiques et archéologiques de Paris-Île-de-France (26-28 septembre 2002), Paris, Publications de la Sorbonne, 2004.
- Avec Claire Boudreau, Kouky Fianou et Michel Hébert (dir.), Information et société en Occident à la fin du Moyen Âge, Paris, Publications de la Sorbonne, 2004.
- Violence et ordre public au Moyen Âge, Paris, Picard, 2005.
- Avec Joël Laiter, Notre-Dame de Paris, Paris, Éditions du Chêne, 2006.
- Avec Jacques Chiffoleau et Andrea Zorzi (dir.), Pratiques sociales et politiques judiciaires dans les villes de l'Occident à la fin du Moyen Âge, Rome, École française de Rome, 2007.
- Dir., L'Enquête au Moyen Âge, Rome, École française de Rome, 2008.
- Le Moyen Âge, Paris, la Martinière, 2010
- Dir. avec Jean-François Sirinelli, Pascal Cauchy, Les historiens français à l'œuvre, 1995-2010, Paris, PUF, 2010
- Avec Loïc Cadiet, Frédéric Chauvaud, Pauline Schmitt-Pantel et Myriam Tsikounas (dir.), Figures de femmes criminelles de l'Antiquité à nos jours, Paris, Publications de la Sorbonne, 2010.
- Le temps des Valois, Paris, PUF, coll. « Une histoire personnelle de », 2013
- Le temps des Capétiens, Paris, PUF, coll. « Une histoire personnelle de », 2013
- La France au Moyen Âge du Ve au XVe siècle, Paris, PUF, 2014
- Sous sa direction et celle de Boris Bove, Le Paris du Moyen Âge, Belin, 2014.
- Sous sa direction et celle de Jean-François Sirinelli, Dictionnaire de l'historien, PUF, 2015, 786 pages.
- Sous sa direction, Une histoire de France, Paris, PUF, 2017.
- Condamner à mort au Moyen Âge. Pratiques de la peine capitale en France XIIIe – XVe siècle, Paris, PUF, 2018.
- Jeanne d'Arc : héroïne diffamée et martyre, Paris, Gallimard, coll. « L'esprit de la cité / Des femmes qui ont fait la France », 2022, 192 p. (ISBN 978-2-0701-7855-1).
- Passionnément Moyen Âge : Plaidoyer pour le petit peuple, Taillandier, 2023, 320 p. (ISBN 979-1021054165).

## Livres audio
- Claude Gauvard (autrice et narratrice), Le Moyen Âge, La France des capétiens, éd. Frémeaux & Associés, coll. « Histoire de France », 2012  (EAN 3561302550121). Support : 4 disques compacts audio ; durée : 5 h 5 environ ; référence éditeur : FA5501. Sommaire du coffret : 1. La France des premiers Capétiens (987-1108) ; 2. La France du XIIe siècle ; 3. Des rois reconnus dans leur royaume (1180-1270) ; 4. L'État royal sous les derniers rois (1270-1328). Collection éditée en collaboration avec les Presses universitaires de France.
- Claude Gauvard (autrice et narratrice), Le Moyen Âge, La France de la guerre de cent ans, éd. Frémeaux & Associés, coll. « Histoire de France », 2012  (EAN 3561302550220). Support : 4 disques compacts audio ; durée : 5 h 5 environ ; référence éditeur : FA5502. Sommaire du coffret : 1. Le royaume de France aux XIVe et XVe siècles: une conjoncture de crise ; 2. La dynastie des Valois contestée ; 3. Une situation bloquée: le royaume de France vers 1400 et 1440 ; 4. La "grand monarchie de France" vers 1440 et 1492. Collection éditée en collaboration avec les Presses universitaires de France.

## Décorations
- Chevalière de la Légion d'honneur (2009[19]).
- Commandeur de l'ordre des Arts et des Lettres (2023)[20] ; officier en 2014
- Officier dans l'Ordre des Palmes académiques (2009) ; chevalier en 2001